# فلوريان كامبيري
فلوريان كامبيري (8 مارس 1995 بسويسرا - ) هو لاعب كرة قدم سويسري في مركز الوسط. شارك مع منتخب سويسرا تحت 21 سنة لكرة القدم. أما مع النوادي، فقد لعب مع نادي غراسهوبر زيوريخ وFC Rapperswil-Jona ‏.

## وصلات خارجية
- فلوريان كامبيري على موقع الاتحاد الدولي (مؤرشف)  (الإنجليزية)
- فلوريان كامبيري على موقع الاتحاد الأوربي (الإنجليزية)
- فلوريان كامبيري على موقع قاعدة بيانات كرة القدم.إي يو (الإنجليزية)
- فلوريان كامبيري على موقع Soccerbase.com (لاعب) (الإنجليزية)
- فلوريان كامبيري على موقع Soccerway.com (الإنجليزية)
- فلوريان كامبيري على موقع عالم كرة القدم.نت (الإنجليزية)